# Chris Heinrich
Christian Emanuel "Chris" Heinrich (ur. 10 listopada 1977 w Quakertown) – amerykański koszykarz, posiadający także niemieckie obywatelstwo, występujący na pozycjach skrzydłowego oraz środkowego.

## Osiągnięcia
NCAA
- Uczestnik turnieju NCAA (1998, 2000)

Drużynowe
- Awans do:
  - II ligi niemieckiej (2010 – 2. Basketball-Bundesliga ProA)
  - niemieckiej ekstraklasy (2011, 2014)
  - III ligi niemieckiej (2012 – 2. Basketball-Bundesliga ProB)
- Wicemistrz II ligi niemieckiej (2014)

Indywidualne
- Uczestnik meczu gwiazd PLK (2003)[1]